# Serie Mundial Amateur de Béisbol de 1947
La IX Serie Mundial Amateur de Béisbol se llevó a cabo en Cartagena, Colombia del 29 de noviembre al 20 de diciembre de 1947. Colombia obtuvo el título al derrotar en una serie final a Puerto Rico. El jugador más valiosos fue  Héctor Benítez por segunda vez consecutiva.

## Hechos destacados
- La apertura del torneo se realizó con la inauguración del Estadio Once de Noviembre.
- Guatemala participa por primera vez.
- Cuba no asiste al torneo.
- El congreso de la FIBA escoge nuevo presidente a  Chale Pereira.

## Primera Ronda
Hubo un triple empate por lo que fue necesario una serie extra.
| Posición | Equipo      | Ganados | Perdidos |
| -------- | ----------- | ------- | -------- |
| 1        | Colombia    | 6       | 2        |
| 2        | Puerto Rico | 6       | 2        |
| 3        | Nicaragua   | 6       | 2        |
| 4        | México      | 5       | 3        |
| 5        | Venezuela   | 5       | 3        |
| 6        | Panamá      | 3       | 5        |
| 7        | El Salvador | 2       | 6        |
| 8        | Costa Rica  | 2       | 6        |
| 9        | Guatemala   | 1       | 7        |

## Serie extra
Se realizó un sorteo para determinar quien pasaba directo a la final y quienes jugarían el juego extra, saliendo favorecido Colombia en el sorteo.
- Puerto Rico superó 6-2 a  Nicaragua obteniendo el paso al juego final.
- Colombia venció 5-0 a  Puerto Rico ganando su primer oro.

| Posición | Equipo      | Ganados | Perdidos |
| -------- | ----------- | ------- | -------- |
| 1        | Colombia    | 1       | 0        |
| 2        | Puerto Rico | 1       | 1        |
| 3        | Nicaragua   | 0       | 1        |

| Colombia         |
| Campeón Colombia |
| Primer título    |

## Clasificación Final
| Posición | Equipo      | Ganados | Perdidos |
| -------- | ----------- | ------- | -------- |
| 1        | Colombia    | 7       | 2        |
| 2        | Puerto Rico | 7       | 3        |
| 3        | Nicaragua   | 6       | 3        |
| 4        | México      | 5       | 3        |
| 5        | Venezuela   | 5       | 3        |
| 6        | Panamá      | 3       | 5        |
| 7        | El Salvador | 2       | 6        |
| 8        | Costa Rica  | 2       | 6        |
| 9        | Guatemala   | 1       | 7        |